# Франкопровансальский язык
Франкопрованса́льский язы́к (арпита́нский язык; фр. francoprovençal, самоназвание arpitan) — романский язык (галло-романская подгруппа), распространённый на юго-востоке Франции (по течению Роны и в районе Савойи), в романской Швейцарии и северо-западной Италии, преимущественно в регионе Валле-д’Аоста. Находится на грани исчезновения из-за перехода носителей на стандартный французский язык во второй половине XX века. Официального статуса не имеет.

## История
Средневековый арпитанский язык можно рассматривать как язык-мост или, точнее, группу переходных диалектов между языками ойль северной Франции, южными языками ок, а также языками северной Италии. Его своеобразие в плане фонетики и лексики даёт основания полагать, что он не относится ни к первым, ни к последним диалектам, а представляет собой отдельную ветвь галло-романского, которая не получила существенного развития. Упоминания о характеристиках языка относятся к VI веку, то есть к династии Меровингов.
Само обозначение «франкопровансальский язык» появилось благодаря итальянскому лингвисту Грациадио Асколи, который в 1873 году через это понятие обозначил диалекты, не подходящие по диалектологическим критериям ни под языки ойль (отождествляемые с французским), ни под языки ок (провансальские).

### Фонетические особенности
В фонетике франкопровансальский язык в целом повторяет эволюционный путь ойльских наречий северной Галлии, но с существенным опозданием. Так, палатализация [k] перед ударной [а] здесь разворачивается не ранее IX века, то есть примерно на 5 веков позже. Результатом данной палатализации становится звук [ц], а не [ч] > [ш].

## Современное положение
На сегодняшний день единственным регионом, в котором франкопровансальский язык ещё употребляется как родной и как язык повседневного общения, является Аостская долина, где франкопровансальским владеет около 70 тысяч человек: 67,4 % населения знает его хорошо, 81,8 % его понимает, а 38,2 % свободно на нём говорит.
В современной Франции, с её централизованной языковой политикой, часто рассматривается как «говор», «местный диалект» (патуа), либо включается в окситанский язык, также вымирающий. В Швейцарии большинство носителей арпитанского перешли на французский язык (с некоторыми местными особенностями), имеющий больший престиж в экономике и системе образования. Эта ситуация диаметрально противоположна немецкоязычным жителям страны, которые с конца 1970-х практически перестали активно пользоваться стандартным немецким языком, нормировав свой особый швейцарский вариант немецкого для всех сфер жизни.

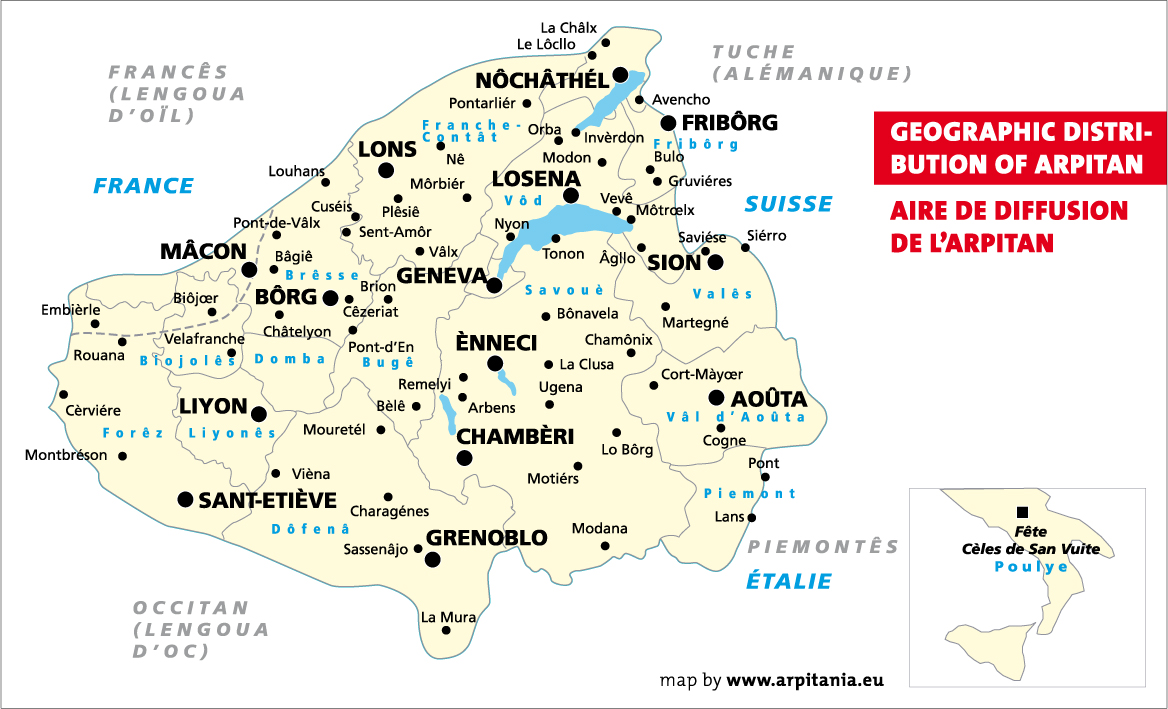
Подробная карта региона, где люди говорят на франкопровансальском языке. На этой карте названия городов написаны на франкопровансальском.

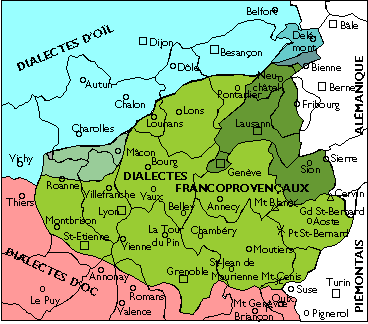
Зона распространения франкопровансальского языка (зелёный цвет); голубой цвет означает французскую, красный — окситанскую зону диалектов

Использование франкопровансальского во Франции отмечено в районе Рона — Альпы (Божоле, Бресс, Дофине, Домб, Савойя), на юге Франш-Конте (Юра, Ду), а также на юго-востоке Бургундии (Сона и Луара). Отсутствие письменного языка приводит к его дальнейшему вымиранию (переписывались лишь старинные песни и сказки, элементы устного творчества). В XXI веке с целью поддержания языка некоторые писатели занимаются стандартизацией правописания и переводами своих сочинений.
В Швейцарии до XIX века в Романдии употреблялся только франкопровансальский (за исключением кантонов Юра, отчасти Невшатель и Берна). С течением времени он был почти полностью вытеснен местными французскими вариантами. Элементы франкопровансальского языка в устной речи прослеживаются ещё в кантонах Фрибур и Валлис (Эволен). В Италии, кроме региона Валле-д'Аоста, знание франкопровансальского сохраняется среди лиц пожилого возраста в некоторых районах Пьемонта, а также в Апулии (в Челле-ди-Сан-Вито и в Фаэто).
Совокупность регионов, где распространен (или был распространен) арпитанский язык, получила в XX веке наименование Арпитания.

## Франкопровансальская Википедия
Существует раздел Википедии на франкопровансальском языке («Франкопровансальская Википедия»), первая правка в нём была сделана в 2006 году. По состоянию на 10:20 (UTC) 16 июля 2025 года раздел содержит 5802 статьи (общее число страниц — 17 871); в нём зарегистрировано 18 318 участников, двое из них имеют статус администратора; 25 участников совершили какие-либо действия за последние 30 дней; общее число правок за время существования раздела составляет 229 045.